# 안뜰눈 반사
안뜰눈 반사(vestibulo-ocular reflex; VOR) 또는 전정안구 반사는 전정계의 활성화로 인한 안구 운동과 함께 머리가 움직이는 동안 시선(gaze)을 안정시키기 위해 작용하는 반사이다. 반사는 머리가 움직이는 동안 눈의 망막에 있는 이미지를 안정화(image stabilization)시키는 역할을 한다. 머리 움직임과 반대 방향으로 눈 움직임을 생성하여 시선이 한 위치에 꾸준히 유지된다. 예를 들어, 머리가 오른쪽으로 움직이면 눈도 왼쪽으로 움직인다. 즉, 머리를 돌려도 사람이 보는 이미지는 동일하게 유지된다. 약간의 머리 움직임이 항상 존재하기 때문에 시력 안정화를 위해 VOR이 필요하다. 반사 장애가 있는 사람은 작은 머리 떨림 동안 눈이 안정되지 않고 반사 손상으로 인해 안구진탕(nystagmus)이 발생할 수 있기 때문에 인쇄물을 사용하여 읽기가 어렵다.

## 관련 용어

### 목-눈 반사
목-눈 반사(Cervico-ocular reflex, 경부-안구 반사)

## 같이 보기
- 소뇌
- 눈깜박임 조건화 (eyeblink conditioning)
- 눈 운동
- 주시 반사
- 홱보기
- 부드런 따라보기
- 영상 흔들림 방지
- 주시 (생리학)
- 주시 (정신분석학)
- 안구진탕증